# Adela Rogers St. Johns
Adela Nora Rogers St. Johns (20 de maio de 1894 - 10 de agosto de 1988) foi jornalista, romancista e roteirista americana. Escreveu vários roteiros para o cinema mudo, porém é mais lembrada por suas façanhas inovadoras como "A melhor repórter do mundo" e as entrevistas com celebridades para a revista  Photoplay .

## Primeiros Anos
St Johns nasceu em Los Angeles, filha única do advogado criminal de Los Angeles Earl Rogers (amigo do magnata da imprensa  William Randolph Hearst ) e Harriet Belle Greene.

## Carreira
Conseguiu seu primeiro emprego em 1912, trabalhando como repórter para o  San Francisco Examiner de Hearst. Trabalhava em política, sociedade, crimes e esportes antes de transferir-se para o Los Angeles Herald em 1913.
Depois de observar seu trabalho, James R. Quirk ofereceu-lhe um emprego em sua nova revista  Photoplay . St. Johns aceitou o trabalho de forma a passar mais tempo com o marido e os filhos. Suas entrevistas com celebridades ajudaram a revista a se tornar um sucesso através de suas inúmeras entrevistas reveladoras com estrelas de cinema de  Hollywood. Também escreveu contos para  Cosmopolitan, The Saturday Evening Post e outras revistas e terminou nove de seus treze roteiros antes de voltar a trabalhar para os jornais Hearst.
Escrevendo num estilo único e emocional, St Johns relatou entre outros assuntos, a controversa luta  Jack Dempsey - Gene Tunney em 1927, o tratamento oferecido aos pobres durante a Grande Depressão e o julgamento de Bruno Richard Hauptmann em 1935, pelo sequestro e assassinato do filho de  Charles Lindbergh .
Em meados da década de 1930, mudou-se para  Washington, DC, onde trabalhou com política nacional no Washington Herald . Lá destacou-se entre um grupo de jornalistas que trabalharam para Cissy Patterson . Sua cobertura do assassinato do senador Huey Long em 1935, a abdicação do rei Eduardo VIII em 1936, a Convenção Nacional Democrata de 1940 e outros fatos importantes, fizeram dela uma das repórteres mais conhecidas da época. St. Johns novamente deixou o jornal em 1948 para dedicar-se a escrever livros e a lecionar jornalismo na  UCLA .

### Anos Finais
St. Johns foi premiada com a Medalha Presidencial da Liberdade em 22 de abril de 1970.
No final dos anos 1960 e 1970, St. Johns era convidada frequente em vários talk shows, incluindo o  The Tonight Show  de Jack Paar e o Merv Griffin Show. Durante uma visita ao Tonight Show, Paar observou que St. Johns conhecia muitas das lendas da Idade de Ouro de Hollywood e que havia rumores de que teve um filho de  Clark Gable .
St. Johns respondeu: "Bem, quem não gostaria de ter o bebê de Clark Gable?"  Paar observou que St Johns havia desfrutado de uma vida incrível e perguntou se havia algo que ela gostaria de fazer que ainda não havia feito. St Johns respondeu: "Eu só quero viver o suficiente para ver como tudo isso acaba".  
Em 1976, aos 82 anos, ela voltou a trabalhar, desta vez para o Examiner para cobrir o julgamento do assalto a banco e conspiração  de Patty Hearst, neta de seu ex-empregador. No final da década de 1970, St. Johns organizou uma minissérie comentando os filmes de Gable, exibida na televisão pública de Iowa. Na mesma época foi entrevistada para a série de documentários de televisão "Hollywood: A Celebration of the American Silent Film" (1980).
No ano seguinte, St. Johns apareceu com outras personalidades do início do século XX, como uma das "testemunhas" do filme "Reds" (1981) de  Warren Beatty 's Reds (1981). St. Johns passou os anos restantes morando em Arroyo Grande, Califórnia .

## Vida pessoal
St. Johns foi casada três vezes e teve quatro filhos. Seu primeiro casamento foi com  William Ivan St. Johns, editor-chefe do Los Angeles Herald, com quem se casou em 1914. Tiveram dois filhos, Elaine e William Ivan, Jr. Divorciaram-se em 1927. No ano seguinte, casou-se com Richard Hyland, estrela do futebol da  Universidade Stanford . Tiveram um filho, Richard, e se divorciaram em 1934.   O terceiro casamento de St. Johns foi com F. Patrick O'Toole, executivo de uma companhia aérea. Casaram-se em 1936 e se divorciaram em 1942. Após seu terceiro divórcio, St. Johns adotou um filho como mãe solteira.

## Morte
Em 10 de agosto de 1988, St. Johns faleceu no South County Convalescent Hospital em Arroyo Grande, California aos 94 anos. Foi enterrada no Forest Lawn Memorial Park em Glendale, California.

## Filmografia

### Atuando
- Reds (1981)

### Roteiros
- Old Love for New (1918)
- Marked Cards (1918)
- The Secret Code (1918)
- Broken Laws (1924)
- Inez from Hollywood (The Worst Woman in Hollywood, 1924)
- Lady of the Night (1925)
- The Red Kimona (1925)
- The Skyrocket (1926)
- The Wise Guy (1926)
- The Broncho Twister (1927)
- Children of Divorce (1927)
- Singed (1927)
- The Patent Leather Kid (1927)
- The Arizona Wildcat (1927)
- The Heart of a Follies Girl (1928)
- Lilac Time (1928)
- Scandal (1929)
- The Single Standard (1929)
- A Free Soul (1931)
- What Price Hollywood? (1932)
- Miss Fane's Baby Is Stolen (1934)
- A Woman's Man (1934)
- A Star Is Born (1937, uncredited)
- Back in Circulation (1937)
- The Great Man's Lady (1942)
- Government Girl (1943)
- That Brennan Girl (1946)
- Smart Woman (1948)
- The Girl Who Had Everything (1953, based on her novel A Free Soul)

### Teleplays
- General Electric Theatre (Episódio: "O Crime de Daphne Rutledge", 1954)
- Alfred Hitchcock Presents (Episódio: "Nunca Mais", 1955)